# UA:Pershyi
UA:Pershyi (tiếng Ukraina: Перший, IPA: [ˈpɛrʃɪj]) là kênh truyền hình quốc gia tại Ukraina, phát sóng lần đầu vào ngày 1 tháng 2 năm 1939. UA:Pershiy thuộc sở hữu của tập đoàn truyền thông Suspilne.